# Komikern
Komikern är en roman av Per Anders Fogelström publicerad 1989. 
Den kända teatersläkten Deland står i romanens centrum, med skådespelaren Fredrik Deland (1812–1894), som huvudperson. Boken utspelar sig i teatermiljöer både i Sverige och i Finland under 1820-talet fram till seklets slut. Andra kända personer från den tiden, som rörde sig i släkten Delands kretsar förekommer också i boken, till exempel August Blanche, Edvard Stjernström och Ulrik Torsslow. Boken är inte bara ett porträtt av Fredrik Deland och hans släkt, utan också en historisk resa genom teaterns utveckling i Sverige under 1800-talet. Per Anders Fogelström är släkt med Fredrik Deland.